# لگر قشلاق
لگر قشلاق (به ترکی آذربایجانی: Ləgərqışlaq، به زبان لزگی: ЦIийи Лекьер) یک منطقه مسکونی در جمهوری آذربایجان است که در شهرستان قوسار واقع شده است. لگر قشلاق ۵۷۵ نفر جمعیت دارد.